# ديناميت

رسم تخطيطي للديناميت.

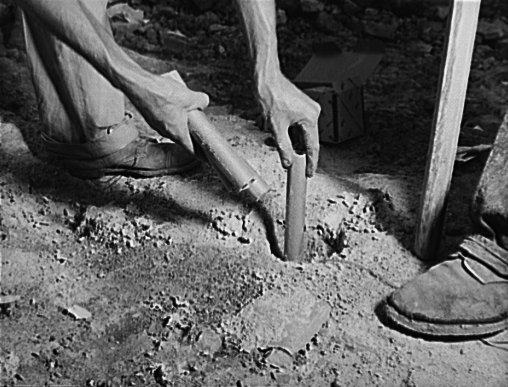
التجهيز لاستخدام الديناميت خلال بناء سد دوقلاس في عام 1942

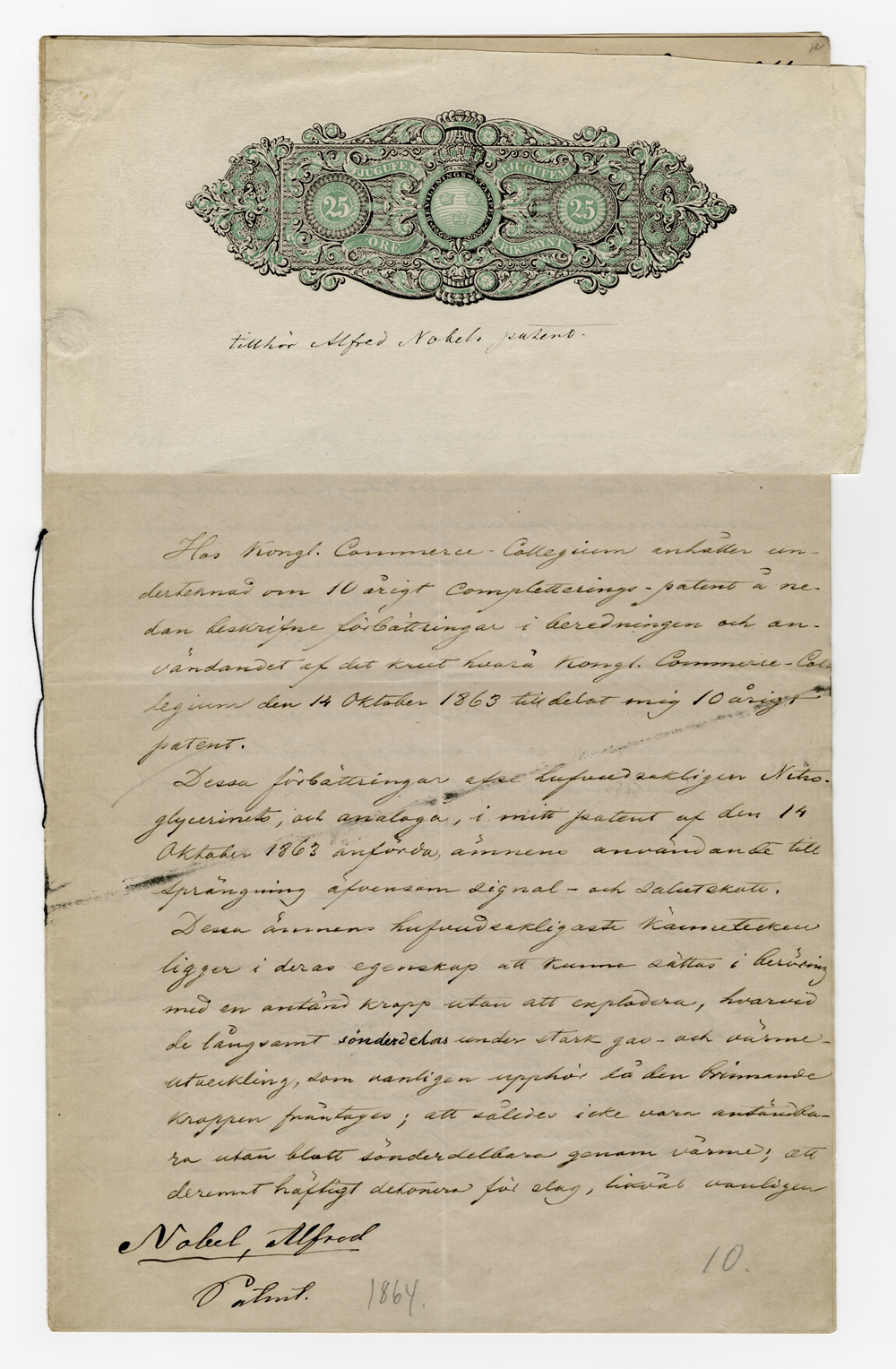
شهادة براءة اختراع لألفريد نوبل لمادة النيتروغليسيرين في عام 1864.

الديناميت أو الدِّنَميت هو نوع من المتفجرات قائم على سائل النتروجليسرين، ويستخدم تراب المشطورات (التراب الدياتومي) باعتباره مادةً ماصةً في صناعته، أو مواد ماصة أخرى مثل القشر المسحوق والطين ونشارة الخشب أو لباب الخشب. أنواع الديناميت التي تصنع باستخدام مواد عضوية مثل نشارة الخشب تكون أقل استقرارا، ولذلك توقف استخدامها بوجه العموم. أخترع الديناميت الكيميائي والمهندس السويدي ألفريد نوبل في مدينة جیزتاخت بألمانيا وحصل على براءة اختراعه في عام 1867. وقد كان نوبل قد صاغ اسم اختراعه من الكلمة الإغريقية القديمة δύναμις ديناميس، وهي تعني «القوة».
يصنف الديناميت أنه متفجر قاصم، مما يعني أن طاقة أو قوة التفجير تأتي من التصعيق (انتشار الصدمة) بدلا من التأجج (انتشار الحرارة). يستخدم الديناميت أساسا في صناعات التعدين والبناء والهدم وفي استخراج الحجارة، وقديما كان له بعض الاستخدامات في الحروب. إلا أن الطبيعة غير المستقرة لسائل النيتروجليسرين، خاصة إذا تعرض للتجميد، جعلت الديناميت متفجرا عفا عليه الزمن في الاستخدامات العسكرية. أدت الشعبية المألوفة للديناميت في أوساط العامة إلى استخدام كلمة ديناميت بشكل مجازي، مثلما يوصف الغربيون قضية معينة معقدة بأنها «ديناميت سياسي» "political dynamite" ومثلما يطلق الناس على بعض أصناف الطعام الحارة اسم «ديناميت».
يُكَوِّن سائل النتروجليسرين تقريبا ثلاثة أرباع الديناميت، والربع الباقي هو عبارة عن تراب المشطورات (تراب دياتومي) وشائبة صغيرة من كربونات الصوديوم لتحسين الخواص. ويُشكل هذا الخليط في صورة أصابع (قضبان) قصيرة وتُلف الأصابع بالورق. ثم يتم إدخال كبسولة تفجير، متصله بفتيل بأي طول، حتى الوسط من كل إصبع. النتروجليسرين في حد ذاته هو متفجر قوي جدا، وفي شكله النقي هو غاية في الحساسة للصدمة (وهذا يعني أن أي صدمة محسوسة يمكن أن تدفعه لينفجر)، ويتحلل النتروجليسرين بمرور الوقت إلى أشكال أخرى أكثر تقلقلا. هذا يجعله سائلا خطرا للغاية عند نقله أو استخدامه في شكله النقي.
يكون النتروجليسرين أقل حساسة للصدمة حينما يمتصه التراب الدياتومي أو نشارة الخشب. «يُصَرِّفَ» أو «يُرَشِّح» الديناميت محتواه من سائل النتروجليسرين بمرور الوقت، والذي يمكنه بعد ذلك أن يتجمع في قاع الصندوق أو في أرضية منطقة التخزين. (لهذا السبب، توصي كتيبات المتفجرات بالتقليب المتكرر لصناديق الديناميت في المخازن.) طرق التعبئة والتغليف الحديثة تساعد في القضاء على هذا الشاغل عن طريق وضع الديناميت في أكياس بلاستيكية مُحكمة، واستخدام الورق المقوى المغلف بالشمع. تتجمع مع الوقت بلورات على سطح الأصابع مما يجعلها أكثر حساسة للصدمة، والاحتكاك أو الحرارة. وهذا يخلق وضعا خطيرا للغاية. عموما مخاطر حدوث انفجارات بدون قصد (بدون كبسولة التفجير) للديناميت الطازج تكون متدنية أما الديناميت القديم فهو محفوف بالمخاطر.

## لمحة تاريخية
اخترعه العالم السويدي ألفرد نوبل للاستخدام في حفر المناجم وذلك عام 1867م. ولكن في آخر حياته لاحظ استخدام الديناميت في أعمال الحرب والدمار فحزن نوبل على ذلك فاوصى بوضع كل ثروته - قبل وفاته - في بنك سويدى وتعطى ارباحه سنويا للمبدعين في شتى المجالات، العلم، السلام، الفن، الخ.

## الاستخدامات
تحول اختراعه الموجة لمساعدة العمال والتخفيف عنهم إلى أداة للحرب لصنع الأسلحة وتفجير الجليد ولصنع ألعاب الأطفال وتفجير الأنفاق

## الاختلاف مع مادة تي إن تي (TNT)
يعتبر الديناميت في الوقت الحالى من الأنواع شديده التخلف نظرا لاستحداث العديد والعديد من الاسلحة المستخدمة في الحروب والمواد شديدة الانفجار.
يختلف الديناميت عن التي ان تي بسهولة تفجيره مقارنة بالأخير وهو حساس للاحتكاك والصدمات على
عكس التي ان تي الغير حساس لهما.

## طرق تحضير الديناميت
- الطريقة الأولى

1 - زيت النيتروجلسرين 75%
2- تراب النقاعيات أو القبو لأنه غني بنيترات البوتاسيوم 25%
يخلط ويفجر بصاعق.
- الطريقة الثانية

1- نيتروجلسرين 93% أو 90%
2- نيترو سيليلوز 7% أو 10%
تنفجر بصاعق.
- الطريقة الثالثة

1- نيتروجلسرين 62%
2- نيترو سيليلوز 3%
3- نترات الصوديوم 27%
4- نشارة خشب ناعمة 8%
تنفجر بصاعق
- الطريقة الرابعة

1 - نترات أمونيوم 70%
2- نيترو جلسرين 30%
تنفجر بصاعق
- الطريقة الخامسة

1- نيتروجلسرين 32 %
2- نترات صوديوم 28%
3- أوكسلات الأمونيوم 29%
4- عظم 10%
5- قطن 1%